# Egon Kähler
Egon Kähler (* 26. September 1925 in Lübeck; † 29. Juni 1992 in Riga) war ein deutscher Politiker (SPD). Von 1963 bis 1979 war er Mitglied der Bremischen Bürgerschaft und saß dort von 1975 bis 1979 der SPD-Fraktion vor.

## Biografie

### Ausbildung und Beruf
Kähler erlernte den Beruf eines Maschinenschlossers. Im Zweiten Weltkrieg diente er seit 1943 bei der Marine. Von 1945 bis 1947 war er unter einem US-Kommando bei einem deutschen Minensuchverband. Seit 1950 war er als Maschinenschlosser beim Bremer Vulkan in Bremen-Nord beschäftigt. Hier wurde er seit 1959 zum Mitglied des Betriebsrats gewählt. Er war von 1963 bis 1992 Geschäftsführer der damals kommunalen Bremischen Gesellschaft für Stadterneuerung, Stadtentwicklung und Wohnungsbau. 

### Politik
Kähler beantragte am 14. Januar 1943 die Aufnahme in die NSDAP und wurde zum 20. April desselben Jahres aufgenommen (Mitgliedsnummer 9.447.733). Er fiel unter die Generalamnestie jugendlicher Mitläufer und war nach dem Krieg der SPD in Bremen-Nord. Ihm war die Aussöhnung nach dem Krieg wichtig. Viele Verbindungen nach Israel und Polen wurden im Rahmen von Städtepartnerschaften auf seine Initiative geknüpft. 
Von 1963 bis 1979 war er 16 Jahre lang Mitglied der Bremischen Bürgerschaft und wirkte in verschiedenen Deputationen und Ausschüssen der Bürgerschaft. Er wurde 1971 Stellvertretender Fraktionsvorsitzender und war als Nachfolger Walter Franke (SPD) vom März 1975 bis 1979 Fraktionsvorsitzender der SPD-Fraktion. In dieser Funktion folgte ihm Klaus Wedemeier (SPD). 
Die Egon-Kähler-Straße in Bremen - Obervieland wurde nach ihm benannt.

## Schriften
- Politik für Bremen. Bremen 1975.